# 輔仁堂
輔仁堂（ほじんどう）は豊後岡藩の儒学者、関幸甫が、竹田村杣谷の私邸内に開いた私塾。豊後岡藩（現在の大分県竹田市)にあった学問所で、後に藩校「由学館」を経て「修道館」となった。

## 歴史
江戸時代の儒学者で、備前岡山藩の儒医であった関幸甫が、豊後岡藩第4代藩主中川久恒に招聘され藩儒となり竹田村杣谷（そまだに）に居を移し、その邸内に藩士の教育のための学問所として私塾「輔仁堂」を開いたのが始まりである。「輔仁堂」(杣谷)はやがて藩立となり、その後に藩校となる、またその後拡張のために伊豆坂へ移築移転し、さらにまたその後に校舎老朽のために近戸へ移転し藩校「由学館」と改称した。その後、鷹匠町より近戸へ移転して来ていた藩校「経武館」を合併し「修道館」（近戸）と改称した。
輔仁堂の「輔仁」とは『論語』の「君子以文会友、以友輔仁」（君子は文を以て友と会し、友を以て仁を輔く、「学問を通じて出会った友人なら、互いに仁をもって助け合えるものだ」）という言葉からのものです。
由学館の由学とは儒教の経典「礼記」に、「君子如欲化民成俗、其必由学乎（人を育成し、社会を良くしていくには、学問によらなければならない）」とある。

## 学問所の沿革

### 輔仁堂
- 1696年(元禄9) - 関正軒<正軒は関幸甫の字(あざな)>が竹田村杣谷（そまだに）の邸内に、藩儒として藩士の教育のための学問所として私塾「輔仁堂」を開いた。
- 1726年(享保11) - 第6代藩主・中川久忠による、私塾「輔仁堂」を藩立の「輔仁堂」に改組[4][5]。
- 1776年(安永5) - 第8代藩主・中川久貞により、「輔仁堂」を藩校「由学館」に改称した[6]。文教の振興を図り、輔仁堂を拡大改築した[7]。

### 由学館（ゆうがくかん）
- 1776年(安永5) - 第8代藩主・中川久貞により、「輔仁堂」を藩校「由学館」に改称した[6]。文教の振興を図り、輔仁堂を拡大改築した[7]。夏目荘右衛門、大河原少司、伊藤雄次、室十之助、野尻双馬の五名を「司業」に命じ、学則を設けて、体系的な公的教育が開始された。[8]
- 1776年(安永5) - 伊藤鏡河が司業、近習物頭となった[9]。
- 1782年(天命2)12月 - 伊豆坂に移転。交通や校地狭小による不便さを除く目的のため[8][10]。
- 1783年(天命3) - 伊豆坂（岡城通り）に移築移転した[11]。
- 1788年(天命8) - 田能村竹田が11歳で入学した[12]。
- 1799年(寛政11) - 田能村竹田が22歳で儒員となる[12]。
- 1813年(文化10) - 田能村竹田が35歳で職を辞した[12]。
- 1832年(天保3) - 第11代藩主・中川久教により、校舎老朽のため、近戸（旧竹田小学校跡）に移築移転した[13]。
- 1840年(天保11) - 「由学館」・「経武館」の双方に塾（寮）を併設した。[8]
- 1840年(天保11)ごろ - 貫構造、切妻瓦葺屋根の由学門が建てられた[14]。
- 1868年(明治1) - 「経武館」を「由学館」に合併して「修道館」となる[15][16]。

### 経武館
- 1786年(天明6)12月 -「経武館」が鷹匠町に武芸奨励を目的とした武芸稽古所として開設された[17]。
- 1840年(天保11) - 第12代藩主中川久昭により、「経武館」を鷹匠町(たかじょうまち)より近戸へ移転し「由学館」と併設した[18]。
- 1840年(天保11) - 「由学館」・「経武館」の双方に塾（寮）を併設した[8]。
- 1868年(明治1) - 「経武館」を「由学館」に合併して「修道館」となる[15][16]。

### 修道館(しゅうどうかん)
- 1868年(明治1) - 「経武館」を「由学館」に合併して「修道館」となる[15][16]。
- 1871年(明治4) - 廃藩置県により閉校[20][21][8]

#### 大分県立竹田高等学校
-修道館跡地に建つ (跡地に建つが直系では無い)
- 1897年(明治30)4月27日 - 川向旧岡藩お倉跡に「大分県大分尋常中学校竹田分校」が開校。[25][26]
- 1898年(明治31)4月27日 - 旧岡藩藩校修道館(1786年(天明6)設立)跡（大分県立竹田高等学校の現在地）に新校舎が完成し移転[27][28]

## 由学館詳細
- 教科 - 漢学、習字、算術[29]
- 維新後 - 和学、漢学、洋学、医学（漢・洋）、習字、算術、習礼[29]
- 教授 - 伊藤鏡河（きょうか）（徂徠学）、小畑鹿太（おばたしかた）（国学）、角田九華（つのだきゅうか）（朱子学）。[29]
- 備考 - 初め輔仁（ほじん）堂と称し関正軒（朱子学）の邸内に設置、1776年（安永5）由学館と改称、1868年（明治1）経武館と合併して修道館と改称。[29]また1787年（天明7）博済館（医学）を設置、同年江戸藩邸内に学問所（漢学、医学、習礼、歌学）、武芸稽古所を置く。[30][29]

### 由学館の門
- 1840年(天保11)ごろ - 貫構造、切妻瓦葺屋根の由学門が建てられた。現在、竹田市大字竹田町上本町（西の宮社）の地に修復移転され、竹田市の有形文化財（建造物）となって居る。[14][31]

## 所在地の歴史（輔仁堂 - 由学館 - 修道館)
- 1696年（元禄9） - 杣谷の関正軒の邸内に開設。（輔仁堂）
- 1782年（天明2）12月 - 伊豆坂に移転。交通や校地狭小による不便さを除く目的のため。（由学館）[8]
- 1783年（天明3） - 伊豆坂（岡城通り）に移築移転。（由学館）[11]
- 1832年（天保3） - 近戸（旧竹田小学校跡）に移築移転。校舎老朽のため。（由学館）[13]
- 1871年（明治4） - 近戸（旧竹田小学校跡）で廃藩置県により閉校。（修道館）[20][21]